# Horch P3
P3 (распространено также название Sachsenring P3 по марке двигателей) — военный многоцелевой автомобиль производства ГДР.

## История
После создания в 1956 году Национальной народной армии в её подразделения с 1957 года начали поступать внедорожники ГАЗ-69 советского производства.
В 1958 году прекращается выпуск автомобиля Horch P2M — первого многоцелевого автомобиля отечественного производства, принятого на вооружение ННА ГДР.
В 1962 году завод WEB «Automobilwerk Ludwigsfelde» начал выпуск нового внедорожника P3, официально принятого на вооружение и начавшего поступать в подразделения ННА ГДР для замены использующихся автомашин. С 1963 года внедорожник выпускался в нескольких вариантах исполнения (стандартный вариант, радиофицированная командно-штабная машина и др.).
Однако в 1964 году была разработана армейская версия автомобиля «трабант» — Trabant-601/A. В результате, в 1966 году выпуск модели P3 был прекращён (всего было выпущено приблизительно 3 тысячи автомобилей)[уточнить].
В 1974 году на вооружение ННА ГДР был принят внедорожник УАЗ-469. В дальнейшем, происходила стандартизация автопарка и к началу 1981 года основным типом внедорожника ННА ГДР стал УАЗ-469Б.

## Конструкция
Имел независимую торсионную подвеску всех колес. Принимал участие в сравнительных испытаниях с опытным образцом УАЗ −460, во время которых попал в аварию, задев одним из торсионов подвески торчащий из земли кусок трубы. В дальнейшем это обстоятельство привело к отказу от использования торсионной подвески на будущем внедорожнике от Ульяновского автозавода.

## Применение
Изначально был предназначен для использования Национальной народной армией и пограничными войсками ГДР, куда и направлялась основная часть производимых автомобилей. Так же использовался народной полицией и пожарной охраной ГДР и для нужд лесного хозяйства страны. Списанные автомобили попадали в частные руки и использовались в личных целях. В пограничных войсках ГДР, несмотря на значительное число более современных внедорожников, использовались вплоть до 1990 года.